# Правило Матієсена
Правило Матієсена визначає температурну залежність опору металів при низьких температурах. Воно має вигляд
{\displaystyle \rho (T)=\rho _{0}+aT^{2}+bT^{5}\,},
де {\displaystyle \rho \,} - питомий опір, T - темпратура, а параметри {\displaystyle \rho _{0}\,}, {\displaystyle a\,} та {\displaystyle b\,} характеристики конкретного металу.
Параметр {\displaystyle \rho _{0}} називається залишковим опором. Його величина визначається чистотою  металу, оскільки він зумовлений розсіянням електронів на нейтральних домішках.
Квадратичний член зумовлений електрон-електронним розсіянням. Член, пропорційний п'ятому степеню температури, зумовлений розсіянням на фононах.
При дуже низьких температурах опір металів малий. У випадку ідеального металу він повинен був би прямувати до нуля, проте завдяки домішками певний опір залишається. При збільшенні температури опір зростає спочатку завдяки електрон-електронному розсіянню. При ще вищих температурах домінантним каналом розсіяння стає розсіяння на коливаннях кристалічної ґратки.
Правило Матієсена справедливе при температурах, нижчих за температуру Дебая. При високих температурах, де діють усі ступені вільності коливань кристалічної ґратки, опір металів пропорційний температурі.

## Інші матеріали
Правило Матієсена порушується для надпровідників, які при температурі, нижчій за певну критичну, втрачають опір взагалі.
Метали з магнітними домішками мають мінімум в залежності провідності від температури, зумовлений ефектом Кондо.
Для напівпровідників вирішальним фактором, який визначає опір, є концентрація носіїв заряду, яка експоненційно зменшується зі зменшеннями температури, тому напівпровідники при низьких температурах стають ізоляторами.